# 龙水街道
龙水街道原是中国山东省青岛市莱西市下辖的一个街道，现已撤销。

## 行政区划
现辖：
龙湾庄一村、龙湾庄二村、龙湾庄三村、左家泊村、胡家疃村、新店村、簸箕掌村、古城庄村、三里庄村、星河庄村、房家疃村、沟上村、水磨灌村、官道村、小院村、草泊村、姜庄村、周家屋村、街东村、中周格庄村、后周格庄村、前周格庄村、门家疃村、北埠村、杨格庄村、果佳圈村和小河崖村。